# Kazimierza Wielka
Kazimierza Wielka è un comune urbano-rurale polacco del distretto di Kazimierza Wielka, nel voivodato della Santacroce.
Ricopre una superficie di 140,59 km² e nel 2004 contava 16 950 abitanti.